# Charles Lamoureux
Charles Lamoureux (Burdeos, 24 de septiembre de 1834 - París, 21 de diciembre de 1899) fue un violinista y director de orquesta francés.

## Biografía
Estudió violín en su ciudad natal con Baudoiin y a los doce años ingresó en la orquesta del teatro local.
Desde 1856 estudió violín, armonía, contrapunto y composición en el Conservatorio de París y de 1853 a 1859 fue primer violín del Teatro de la Ópera. En 1860 funda, con Édouard Colonne, Adolphe Adam y Pilet, una sociedad de música de cámara, Séances Populaires de Musique de Chambre.
En 1873 fundó la Sociédad de la Harmonia Sacra, creada, con sus homónima londinense, con el fin de divulgar la música antigua.
En 1876 fue nombrado director de la Opéra-Comique y al año siguiente de la Ópera de París, cargo que ostentó hasta finales de 1881. Este año fundó la Société des Nouveaux Concerts (los denominados Conciertos Lamoureux).

## Su wagnerismo
Wagnerista entusiasta, destaca su labor como divulgador de la música alemana, muy especialmente la obra de Wagner, y de la nueva música francesa.
En una época en que el público y gran parte de la crítica eran hostiles al gran maestro alemán, crea, en 1881, la sociedad de Nouveaux Concerts, cuyos programas no se componían solamente de fragmentos wagnerianos, sino también de obras de compositores modernos franceses y extranjeros. En 1887 organizó en el Edén Théatre la memorable representación de Lohengrin, y poco tiempo antes de su muerte tuvo el placer de dirigir, ante un público entusiasta, las primeras representaciones de Tristán e Iseo , dadas en el Ópera de París.
Lamoureux era un director de primer orden, que cuidaba la ejecución  hasta el más mínimo detalle y lleno de entusiasmo y calor que sabía comunicar a sus músicos. En 1898 le sucedió en la dirección de los conciertos su yerno Camille Chevillard.